# Reyk Heyer
Reyk Heyer (* 14. Mai 1977) ist ein deutscher Journalist und Radio- und Fernsehmoderator.

## Leben
Der in Bad Lauchstädt aufgewachsene Reyk Heyer begann seine Laufbahn als Moderator im Alter von 16 Jahren beim sächsischen Jugendradio Energy Sachsen. 1998 ging er nach Berlin und übernahm die Funktion eines Redaktionsleiters und des Assistenten von Programmgeschäftsführer Georg Gafron bei TV Berlin. Er moderierte hier mehrere Sendungen wie Berlin Jetzt, Auf Draht und Treffpunkt Berlin und war zur damaligen Zeit der jüngste Fernsehmoderator Berlins.
2001 wechselte Heyer als Redakteur und Reporter zum öffentlich-rechtlichen Ostdeutschen Rundfunk Brandenburg, welcher am 1. Mai 2003 mit dem Sender Freies Berlin zum Rundfunk Berlin-Brandenburg (rbb) fusionierte. 2003 folgte der Wechsel zum privaten Hörfunkveranstalter BB Radio in Potsdam. Von BB Radio ging Heyer als Programmdirektor zur Skyline Medien GmbH, die den bundesweit empfangbaren Radiosender für Black Music Jam FM betreibt. Hier erreichte er nach mehr als zehn Jahren defizitären Wirtschaftens erstmals Hörerzahlen, die den Sender vor der drohenden Insolvenz retteten. Heyer strukturierte das Unternehmen komplett um. So wurden ab September 2005 unter anderem zwei Programme produziert: Ein bundesweites unter dem Namen Jam FM – Dein neues Black Music Radio sowie das auf die Metropole Berlin ausgerichtete regionale Programm Jam FM 93,6 – Berlins neues Black Music Radio. Erstmals wurden zeitgenössische Strukturen in den Programmabläufen von Jam FM eingeführt und eine sogenannte „Durchhörbarkeit“ der Programme etabliert. Die saarländischen UKW-Frequenzen von Jam FM wurden im Sommer 2005 zugunsten des Berliner Regionalprogrammes an BigFM verkauft.
Nach seinem Ausscheiden bei Jam FM übernahm Heyer für einige Programmanbieter die Koordinierung von mehreren Frequenzausschreibungen in Berlin/Brandenburg. Zwischenzeitlich moderierte er beim Fernsehen aus Berlin einige Sondersendungen. Zum 1. Januar 2012 übernahm er die Position des Programmchefs und Chefredakteurs von baden.fm in Freiburg im Breisgau. Dem Sender gelang ein Zuwachs von 13.000 Hörern pro Stunde (Quelle: MA 2011/II) auf 32.000 Hörer in der Durchschnittsstunde (Quelle: MA 2014/II). Ende Juli 2020 verließ Heyer baden.fm aus persönlichen Gründen.
Heyer lebt getrennt und hat eine Tochter.